# Ahmad Al-Tijani
Ahmad Al-Tijani (n. 1735 - d. 1815) a fost un învățat musulman, derviș și mare maestru sufi, fondator al confreriei Tijaniyyah. 

## Biografie
Ahmad s-a născut în jurul anului 1735 în Aïn Madhi, Algeria. Părinții săi din clanul Tijani făceau parte dintr-o familie de învățați. A studiat alături de aceștia și de alți profesori locali Coranul și bazele islamului. La vârsta de 16 ani i-au murit părinții din cauza unei epidemii de ciumă. În 1757 a plecat la Fes pentru a aprofunda cunoașterea. Acolo a intrat în contact cu sufismul și s-a inițiat în confreriile Qadiriyyah și Nasiriyyah. A petrecut apoi 5 ani la Al-Abiad. 
În 1772 a plecat într-un pelerinaj la Mecca și pe traseu a fost inițiat în confreria Khalwatiyyah. La Mecca a întâlnit mulți maeștri spirituali care i-au recunoscut calitățile și au spus că va fi un pol al științei și sfințeniei. La întoarcere din pelerinaj a stat o scurtă perioadă în Egipt, iar apoi la Tlemcen.
S-a stabilit în oaza Abi Samghun (Boussemghoun) din Algeria. În această oază, Ahmad Al-Tijani a avut viziunea unei întâlniri cu Profetul Mahomed, în jurul anului 1781-1782. În urma acestei experiențe supranaturale, Al-Tijani a susținut că a primit o serie de învățături secrete de la Profet și porunca de a forma o nouă confrerie (tariqah). Astfel a luat naștere confreria Tijaniyyah. Ahmad Al-Tijani a continuat să trăiască încă 15 ani în Abi Samghun, timp în care a adunat o serie de discipoli, iar în 1796 a plecat la Fes. Acolo l-a întâlnit pe sultanul Mawlay Sulayman, care l-a apreciat ca învățat și l-a numit în consiliul său personal de sfătuitori. Având sprijinul sultanului, Ahmad Al-Tijani a fondat o lojă (zawiya) pentru ritualurile confreriei și a numit o serie de misionari (muqqadam) pentru a răspândi mesajul său, ajungând în zone precum Algeria, Tunisia, Egipt sau Mecca și Medina. Al-Tijani a decedat în anul 1815 la Fes unde se află mormântul său.